# モンロビア・ロバーツ国際空港
ロバーツ国際空港（ロバーツこくさいくうこう、英語：Roberts International Airport）は、リベリア共和国の首都、モンロビアから約60km離れた街ハーベル近郊にある国際空港である。空港名の由来は、リベリアの初代大統領であるジョセフ・ジェンキンス・ロバーツにちなんで名付けられた。また、ロバーツフィールド(Robertsfield）という名称でも知られている。

## 歴史

### 初期
1942年、リベリアはアメリカ合衆国と防衛協定に署名した。枢軸国の拡大を阻止するため、アメリカ軍の利益に関連する道路建設や他の建設活動が開始された。この一環として、空港はアメリカ合衆国連邦政府によって空軍基地として建設された。
また滑走路はB-47ストラトジェット爆撃機が給油のために着陸するのに十分な長さがあり、リベリアは長い間アフリカで最長の滑走路を持っていた。
1943年から第二次世界大戦の終戦までの期間、当時のロバーツ・フィールド空港は、南アフリカ空軍第26飛行隊の代替基地として機能した。この部隊はビッカース ウェリントン爆撃機で大西洋上の対潜水艦（Uボート）および船団護衛哨戒を行っていた。 彼らの主な基地は英領ゴールド・コースト（現在のガーナ共和国）のタコラディにあった。

### リベリア内戦前

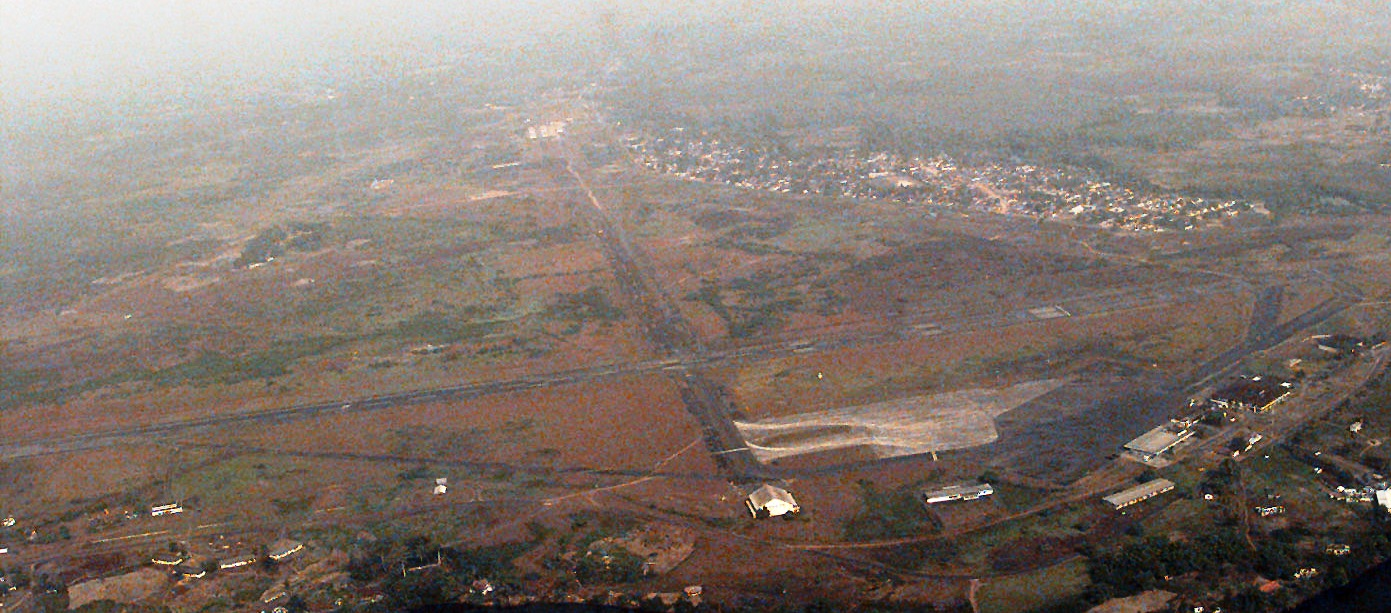
1997年の空港の航空写真

ロバーツ空港の歴史は、常にパンアメリカン航空の歴史と絡み合ってきた。実際、第二次世界大戦終結から1985年まで、この空港はリベリア共和国運輸省との契約に基づき、パンアメリカン航空によって管理・運営されてきた。モンロビアは常にパンアメリカン航空のアフリカ航空網の重要な拠点であり、通常はアクラとダカールの中間停留地として、ヨーロッパやニューヨークへの便が継続して就航していた。
1970年代後半から1980年代初頭にかけて、空港はパンアメリカン航空の主要なアフリカ拠点となり、ニューヨーク・ジョン・F・ケネディ国際空港からのボーイング747の直行便がダカール、アクラ、アビジャン、ラゴス、コナクリなどの目的地と接続し、一部ではナイロビや時折ヨハネスブルグまで接続することもあった。そのため、長年にわたり、アフリカへのパンアメリカン航空の乗客の多くはロバーツ空港を経由した。1980年代には、パンアメリカン航空の存在感が減少し、そのアフリカ航路も徐々に縮小された。パンアメリカン航空は1985年に空港の運営を終了したが、1986年まではJFK-ダカール-モンロビア-ラゴス-ナイロビ路線の一部としてまだ空港を利用していた。1987年までにパンアメリカン航空はモンロビア航路を停止。
ヨーロッパの航空会社数社も、1960年代中盤から1980年代にかけてロバーツ空港を利用していた。ブリティッシュ・カレドニアン航空がボーイング 707を使用し、KLMオランダ航空がダグラス DC-8を使用し、サベナ航空、スイス航空、UTA航空の3社がマクドネル・ダグラス DC-10を運航していました。さらに、スカンジナビア航空もコペンハーゲン空港からモンロビアに就航していた。1970年代中盤には、週に1便がデュッセルドルフとマドリッドを経由し、週に2便がチューリッヒ空港を経由して南米のリオデジャネイロ、モンテビデオ、サンティアゴ（チリ）に接続していた。同様に、ヴァリグ・ブラジル航空もブラジルとヨーロッパ間のフライトでロバーツ空港を経由する運航を行っていた。これは1960年代中盤に始まり、少なくとも1970年代中盤まで継続。運航ルートには、リオデジャネイロ・アントニオ・カルロス・ジョビン国際空港-モンロビア-ローマやリオ-モンロビア-マドリッド-ローマなどが含まれていた。1967年3月のローマからリオへ向かうヴァリグ・ブラジル航空の航空機がモンロビアで墜落したヴァリグ・ブラジル航空837便墜落事故は、現時点でもリベリアにおける最悪の航空事故となっている。
パンアメリカン航空と同様に、アフリカの航空会社もロバーツ空港を大西洋横断路線上の中継地として利用していた。1966年以降にはナイジェリア航空はラゴスからモンロビア経由でニューヨークJFKへのパンアメリカン航空の共同運航を開始していた。その後の数十年間、モンロビアはナイジェリア航空の週次サービスの一環としてニューヨークへの経由地となり、ほとんどの場合、同社所有のマクドネル・ダグラス DC-10を使用していた。また、一時的にモンロビア-ピアルコ国際空港（トリニダード・トバゴのポートオブスペイン）-マイアミ国際空港への週次フライトも運航されていた。1983年まで、エール・アフリックのDC-10もアビジャン-モンロビア-ダカール-ニューヨーク路線でロバーツ空港を経由地として利用していた。同様に、1988年4月にザンビア航空がルサカ国際空港からモンロビア経由でニューヨークJFKへのDC-10を使用した運航を開始した。
西アフリカ地域においては、珍しく3,000mを超える滑走路を有していたことから、1980年代以降に行われていたスペースシャトルの一連のプロジェクトにおいて緊急着陸地点に選ばれていた。

### リベリア内戦後

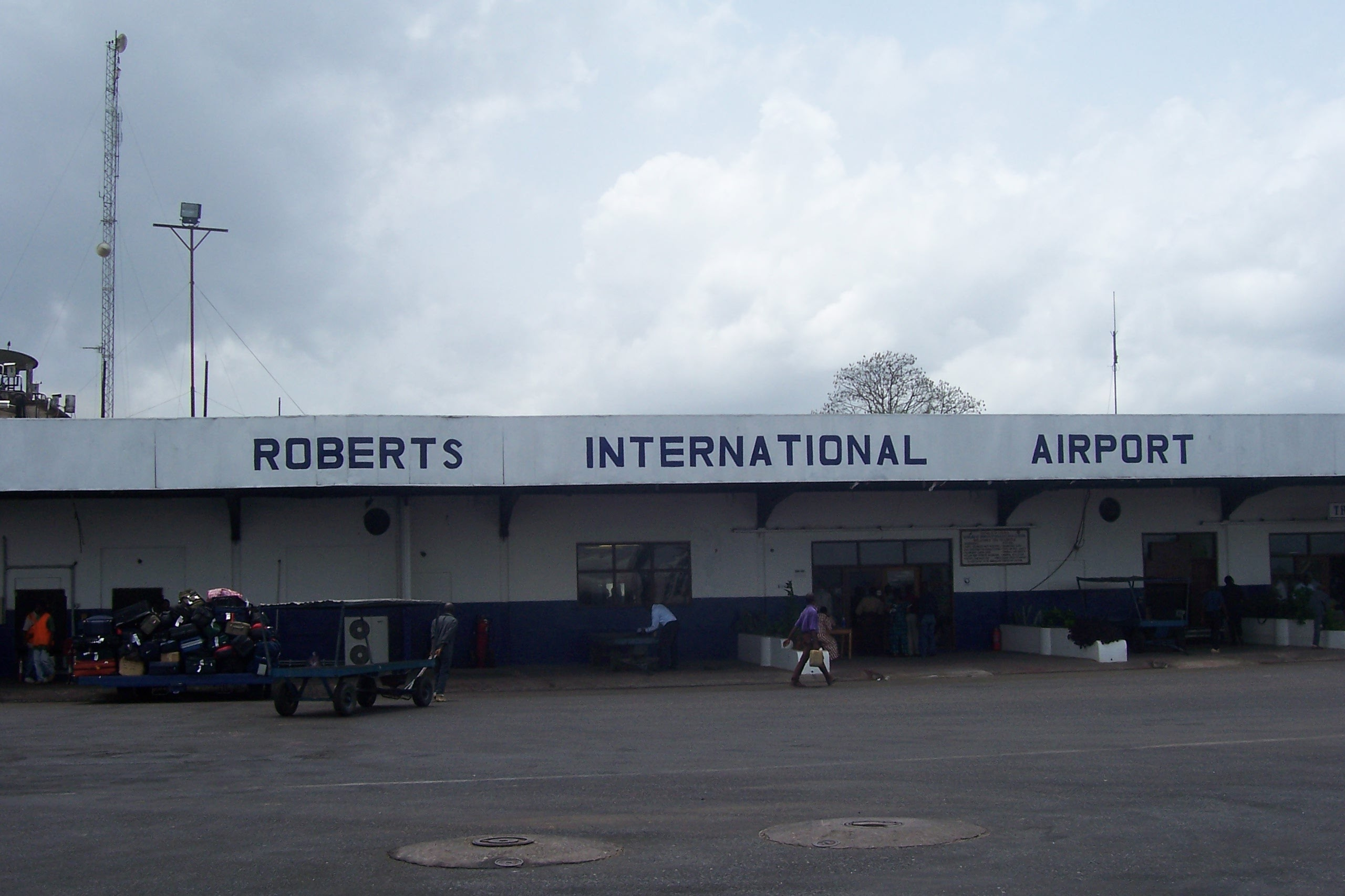
2006年時点の旅客ターミナルビル

第二次リベリア内戦にて、ロバーツ国際空港の旅客ターミナルビルは大きな被害を受け、破壊され放棄されたままとなった。現在のターミナル施設は2つの旅客ビルで構成されている。1つはほとんどの民間航空会社の出発と到着のためのものであり、もう1つは2012年3月に開業したターミナルBで、最初の2年間は主にエール・フランスとデルタ航空の出発に利用されていた。他のエアサイドの施設は、元の放棄されたビルに隣接したVIP施設とともに主に国際連合によって使用されている。
2003年の内戦終結後、民間航空業務の復旧はゆっくりと進み、エレン・ジョンソン・サーリーフ大統領の就任後の2006年1月以降加速した。 ロイヤル・エア・モロッコは2007年11月にカサブランカのムハンマド5世国際空港への便を就航し、ヴァージン・ナイジェリアも2008年10月にラゴスからアクラ経由で週2便でモンロビアを航路に追加した。
また、2008年10月にはデルタ航空がアフリカの航空網を大幅に拡大する一環として、アトランタとモンロビアをサル（カーボヴェルデ）を経由して週1便の運航を開始することを発表した。

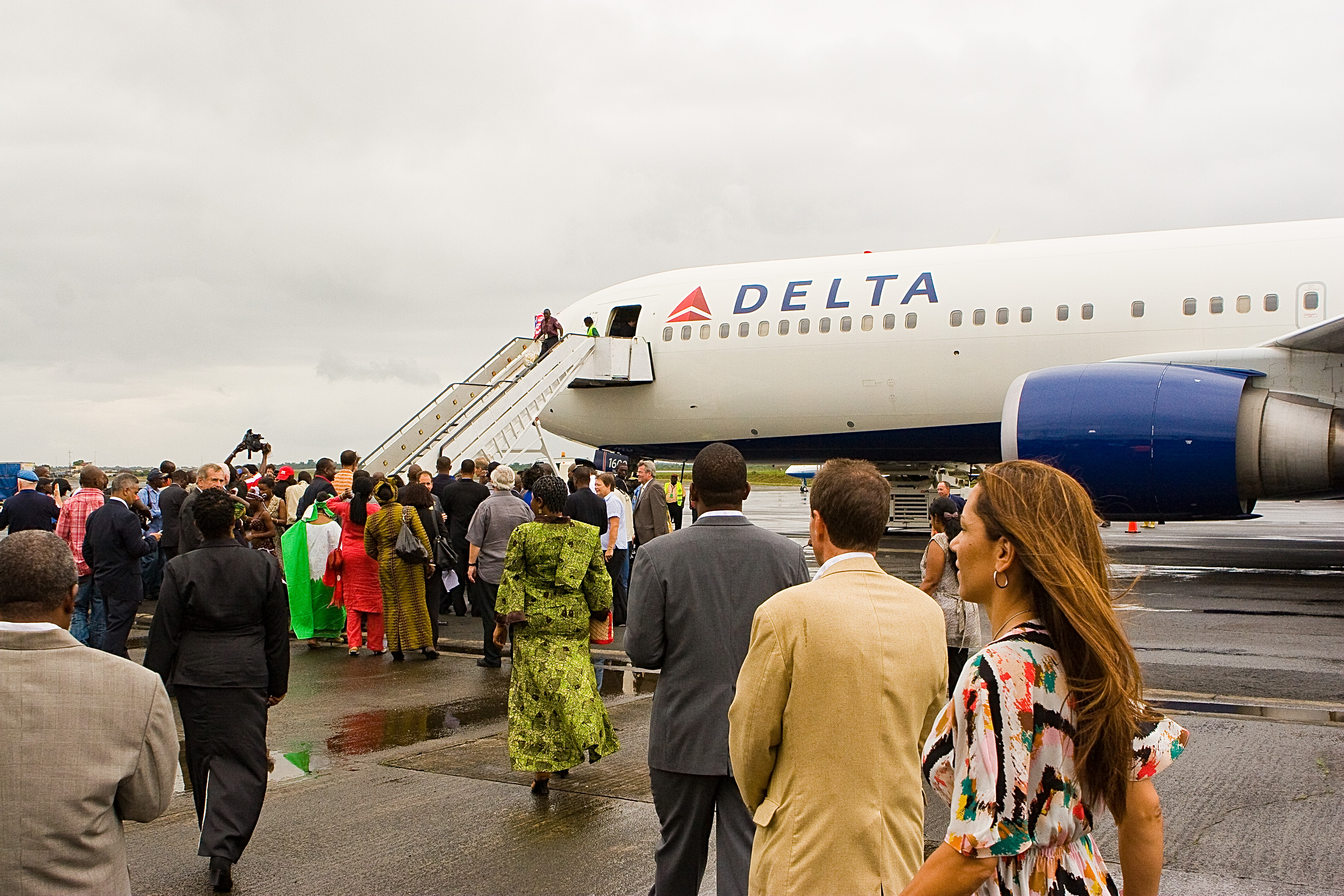
デルタ航空のモンロビア就航フライト（2010年9月5日）

2010年9月5日、デルタ航空はアトランタとモンロビア航路（アクラ経由）で週に一度のフライトを開始した。2011年1月、デルタ航空は週に2度のフライトに増やし、さらに2012年半ばまでにデルタ航空はニューヨークJFKとモンロビアの間（アクラ経由）を週に3度運航した。
2011年4月、エールフランスはAirbus A330を使用した週に２度のパリCDGとモンロビア航路に就航した。最初はコナクリへのサービスの延長として、後にフリータウン航路となった 。ブリティッシュ・エアウェイズもまた、ロンドン・ヒースローからロバーツ国際空港への週に2度のフライトを開始した。これはロンドン-フリータウン便をブリティッシュ・ミッドランド航空との合併に伴って引き継いだものだった。この運航は2012年11月にB767-300ERで開始された。
これらの発展により、2013年を通じてロバーツ国際空港では週に複数回、アトランタ、ブリュッセル、ロンドン、パリへの同一機サービスが提供された。
民間航空交通量はこの年にピークに達し、毎日1～2便の到着がありました。最も利用量の多かったルートはアクラへのもので、航空会社4社が毎日少なくとも1便のフライトを提供していた。一時期、アクラからの3番目に利用量の多かったルートでもあり、西部および中部アフリカの上位15位のルートの一つとなった 。但し2012年以降、エール・マリの失敗に終わったバマコ-モンロビア-アクラ便の終了やエア・ナイジェリアの消滅により、このルートの運航は減少した。エア・ナイジェリアは数年間、ラゴスからアクラ経由で週に5回モンロビアへ運航していた。
2012年10月、新興航空会社であるガンビア・バードは、Airbus A319を使用してバンジュールとロバーツ空港の間で週に2度の直行便を開始した。後に、アクラとフリータウンへの数週間にわたるフライトも追加された。2014年半ばまでに、ガンビアバードはロバーツフィールドから最も多くの目的地を提供している航空会社となり、同一機サービスでラゴス、ドゥアラ、ダカールへの便も運航した。また、2014年初頭には、エール・コートジボワールがアビジャンからロバーツ国際空港を経由してフリータウンへのサービスを追加した。

### エボラ出血熱・新型コロナウィルス感染症などの影響
2013年と2014年に、金、鉄鉱石、石油などの商品価格が下落し始め、リベリアの鉱業依存型経済が急に減速したことにより、ロバーツ国際航空からの多くの新しい大陸間フライトの継続にも大きな影響が出てきた。空港に対する最初の大きな打撃は、エールフランスが2014年6月末に利益不足を理由にリベリアへのフライトを中止したことだった。さらに、デルタ航空も乗客需要の低迷を理由に、運航を2014年8月31日に停止することを発表し、空港にとっては旅客数、接続性、信頼性・イメージの面でより大きな損失となった。
デルタ航空の最終便がリベリアを出発したのと同じ月に、ブリティッシュ・エアウェイズ、ケニア航空、エール・コートジボワール、アリクエア、ガンビア・バードなどのほとんどの定期便が、急速に広がるエボラ出血熱のために一時停止された。ロイヤル・エア・モロッコとブリュッセル航空は、エボラ危機の間も、減便で運航を継続した。ブリティッシュ・エアウェイズとデルタ航空は、それ以来モンロビアへの運航を再開していない。
ロバーツ国際空港はリベリアを代表する玄関口であり、2014年にリベリア国内でエボラ出血熱が流行して大規模な国境封鎖が行われた際にも、空港には検疫所が設置されたものの封鎖の対象外となった。
その後、ガンビア・バードは完全に運航を停止した。これは主に、エボラ出血熱による西アフリカの航空旅行の不振のためであった。2014年10月、エボラ危機後、ロバーツ空港への運航を再開した最初の航空会社はエール・コートジボワールとなった。その後、ケニア航空も制限が解除されたため、2015年1月にナイロビ-アクラ-モンロビアのフライトを再開した。2015年9月、ブリュッセル航空はモンロビアへの便数を増やし、エボラ危機前の週4便に増便した。
エールフランスはパリとの便を再開しなかったが、その子会社であるKLMは2016年10月に数十年ぶりにモンロビアへの復帰を発表し、アムステルダム-フリータウン-モンロビアの便を週3便運航することを発表した。KLMのフライトは2017年3月に開始されたが、わずか2年未満で終了し、2018年10月にKLMは2019年1月にサービスを終了することを発表した。これにより、再びブリュッセル航空がリベリア唯一の大陸間フライトとなった。但し2019年11月にエールフランスは、パリ-バマコ便をモンロビアに延長する意向を発表した。COVID-19パンデミックの影響で遅れが生じたが、2020年11月にエールフランスはAirbus A350を使用してモンロビアへの運航を開始し、両方向でバマコに就航するようになった。しかしエールフランスは、その後2022年4月にモンロビアへの運航を終了した。

### 施設改修と拡張

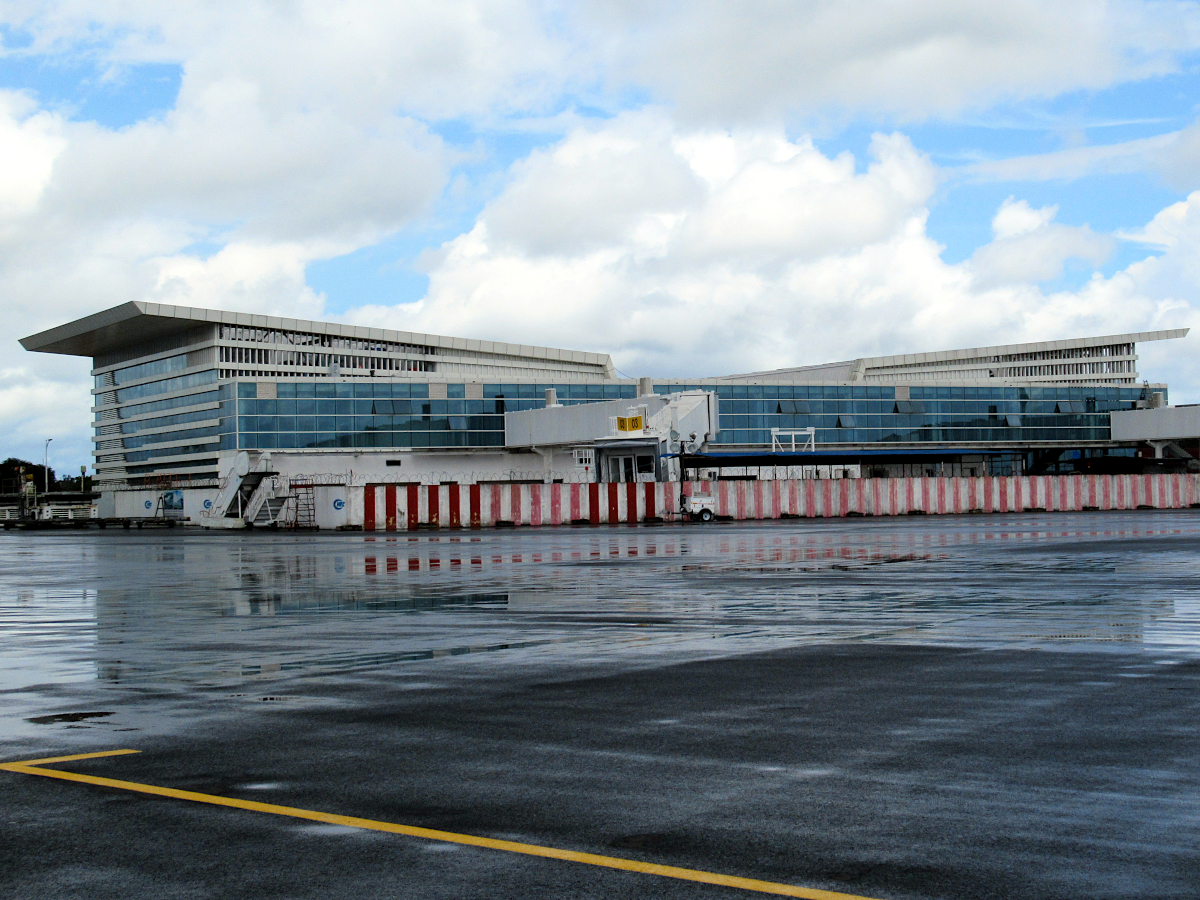
建設中の新旅客ターミナル

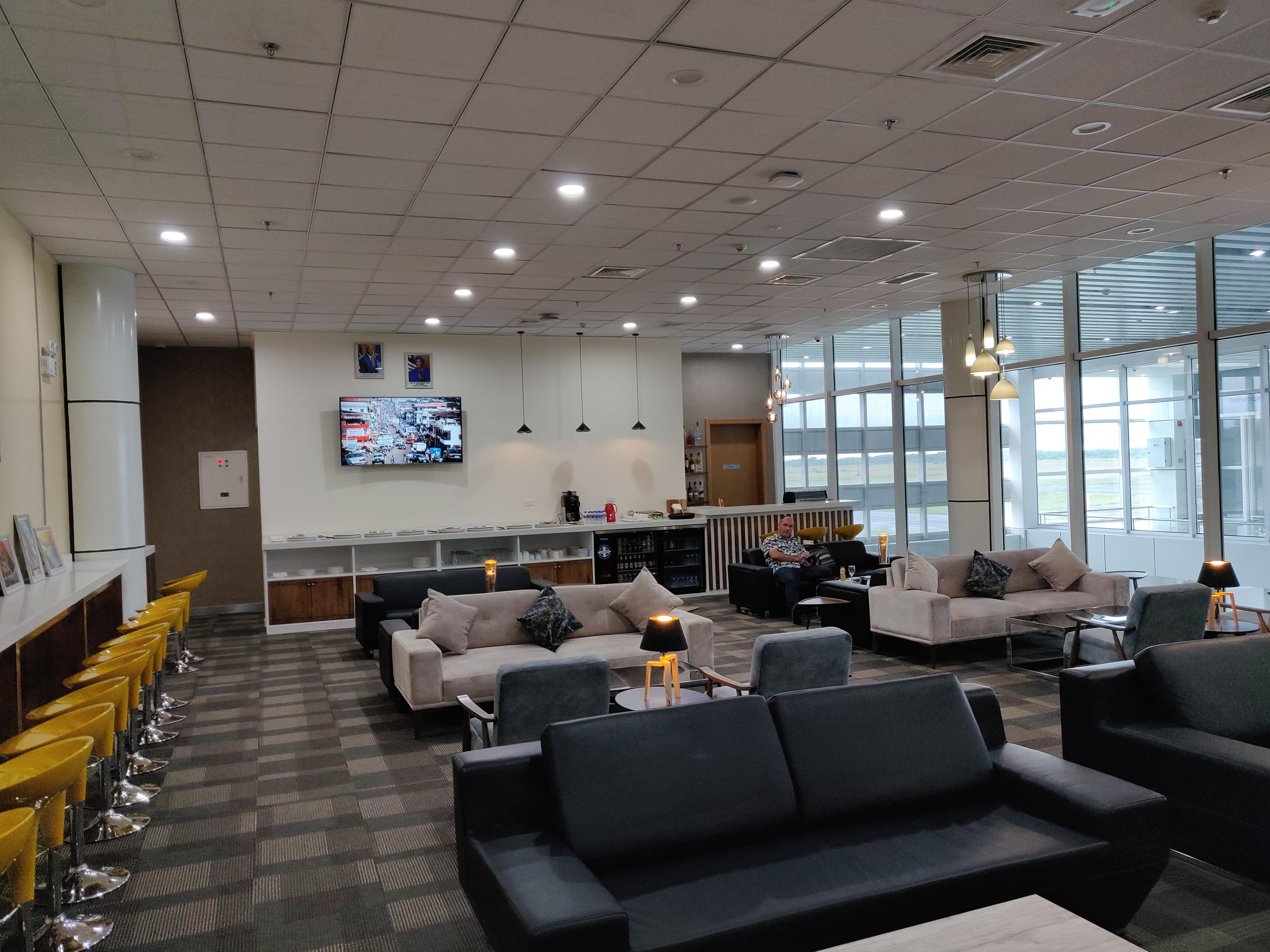
新国際便ターミナルのビジネスクラスラウンジ

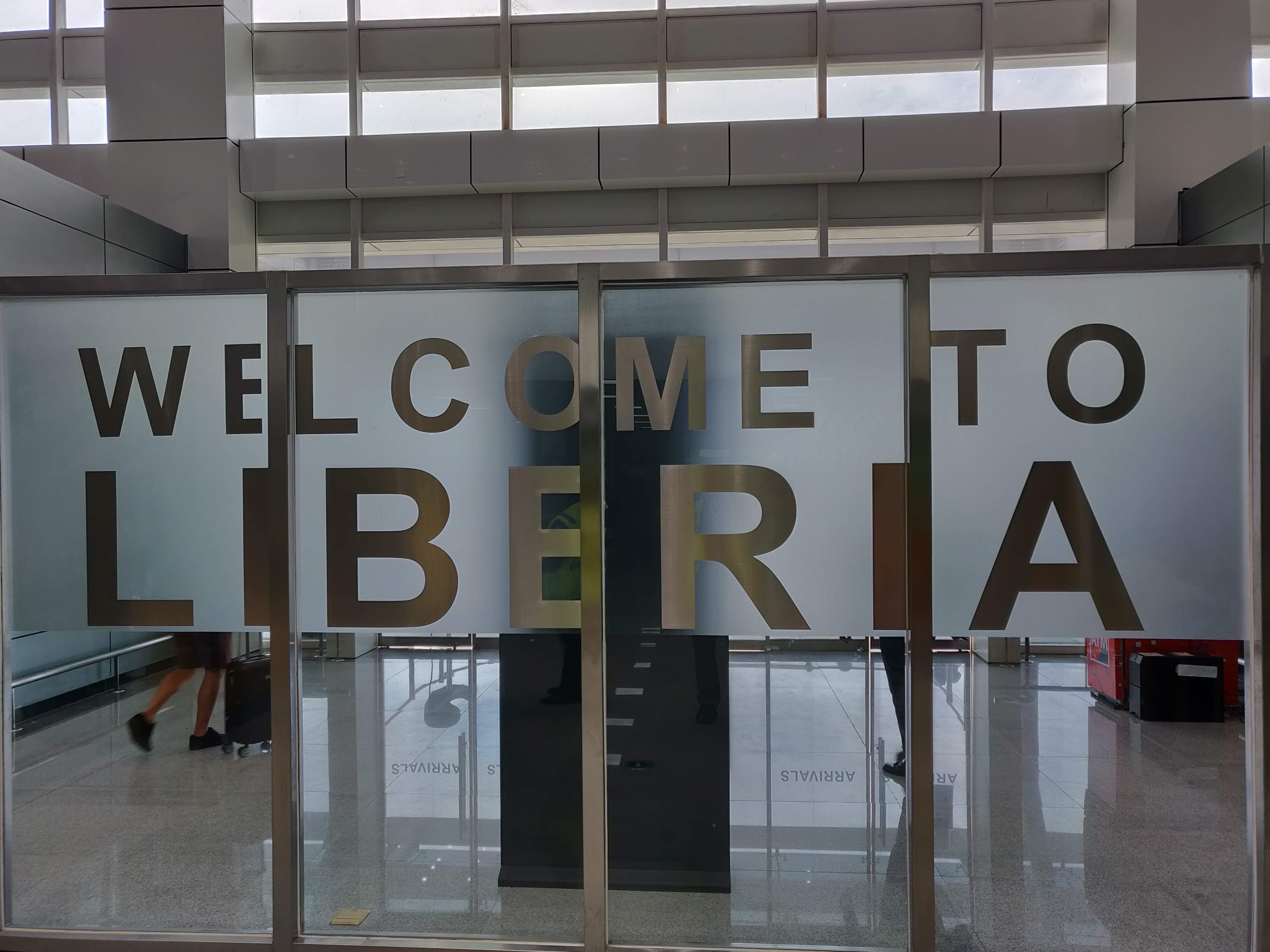
新国際ターミナルの手荷物受取り区域

ロバーツ国際空港の小さな平屋のターミナルは、内戦終結以来使用されていたが、しばしば超混雑し、現代の航空基準に適合せず、ICAOの要件にも適合していなかった。さらに、ロバーツ国際空港の滑走路一本の状態は、少なくとも2012年以降、不適当と認識されていた。2012年には、パリからのエールフランスの航空機が、一部分ずつ補修され、でこぼこ舗装のアスファルトの上での着陸中に着陸装置、ブレーキ、油圧システムに大きな損傷を受けたという事故が発生し、航空会社に50万ドル以上の費用負担がかかり、航空会社がリベリアへの運航中止する決定の一因ともされていた。
2018年に開始された改修プロジェクトは、国際民間航空規制に適合し、旅客および貨物の拡大運航を可能にするため、空港のほぼすべての部分を完全に刷新した。これまで57,000平方メートルのターマックエプロンは、85,000平方メートルに拡張された。ランドサイド区域には新しい駐車場とアクセス道路が追加され、上水道供給、下水処理、電気および通信システムもアップグレードされ、新しい消防設備やその他の安全システム、フォークリフト、救急車、コンベアベルトローダー、旅客階段、リモート発着の乗降用ステップとバスなどの移動式機器が追加された。
新しい5,000平方メートルの2階建ての主要旅客施設は、内戦で破壊され、15年間焼けただれていた空港の元のターミナルの構造を利用して建設された。この施設は年間32万人の旅客を受け入れることができるように設計されている。1階にはチェックインカウンターやセキュリティスクリーニングが行われる出発ホール、到着ホール、国際基準の荷物受け取りカルーセル、旅客を迎える待合エリアがあり、2階は出発フロアで、小売店スペースやビジネスラウンジがある。新しい旅客ターミナルの最も注目すべき特徴の一つは、2つのジェットウェイ接続ブリッジである。
このプロジェクトの総資金は8,000万USドルと報告されており、新しい旅客ターミナルの費用が5,000万ドル、滑走路の改修費用が3,000万ドルだった。中華人民共和国の中国輸出入銀行（中国語：中国进出口银行）が、新しいターミナルプロジェクトを22か月の4,980万USドルの優遇融資によって資金提供した。滑走路の改修は、サウジ開発基金（SFD）から2,000万ドル、アフリカ経済開発アラブ銀行から1,000万ドル、リベリア政府から300万ドルの資金提供によって行われた。2014年11月、欧州投資銀行（EIB）は、リベリア政府に対して20年間で2,730万ドルの融資を提供し、ロバーツ国際空港再建プロジェクトを支援した。この契約は2015年2月に締結された。
建設は2016年9月に行われた正式な起工式で開始された。新しい2階建てのターミナルは、2017年12月にエレン・ジョンソン・サーリーフ大統領によって公式に開業宣言がなされたが、実際の旅客利用にはさらに18か月を要した。2018年9月、リベリア空港当局は、民間航空会社の運用が2018年末までに新しいターミナルに移ることはないと発表した。2019年7月24日にジョージ・ウェア大統領によって新しいターミナルが再び開業宣言され、その後、旅客便は新しい施設を限定的に利用し始めたが、当初は2つの旅客ジェットブリッジは稼働していなかった。新しいターミナルは2019年9月までに完全に稼働し、搭乗橋や新しいビジネスクラスラウンジも開業した。

## 就航航空会社と就航都市
| 航空会社                 | 就航地                                                                |
| ------------------------ | --------------------------------------------------------------------- |
| エール・コートジボワール | フェリックス・ウフェ＝ボワニ国際空港（アビジャン）                    |
| ASKY航空                 | ロメ空港（ロメ）、コトカ国際空港（アクラ）                            |
| エアピース               | コトカ国際空港（アクラ）、ムルタラ・モハンマド国際空港（ラゴス）      |
| ケニア航空               | コトカ国際空港（アクラ）、ジョモ・ケニヤッタ国際空港（ナイロビ）      |
| ロイヤル・エア・モロッコ | ムハンマド5世国際空港（カサブランカ）、ルンギ国際空港（フリータウン） |
| ブリュッセル航空         | ブリュッセル空港（ブリュッセル）                                      |